# Suore della famiglia di Betania
Le Suore della Famiglia di Betania (in polacco Zgromadzenie Sióstr Rodziny Betańskiej) sono un istituto religioso femminile di diritto pontificio: le suore di questa congregazione pospongono al loro nome la sigla C.S.F.B.

## Storia
La congregazione fu fondata il 17 aprile 1930 a Puszczykowo dal sacerdote Józef Małysiak, insieme con Irena Parasiewicz, con il nome di "Società del lavoro di Betania".
La sede centrale fu presto trasferita a Kielce, dove la compagnia fu canonicamente eretta in congregazione religiosa dal vescovo del luogo, Augustyn Łosiński, il 12 ottobre 1934.
Il vescovo Łosiński sciolse la congregazione nel 1935, ma le religiose si trasferirono a Lublino dove continuarono la loro attività. Piotr Kałwa, vescovo di Lublino, nel 1958 approvò nuovamente l'istituto come società di vita comune senza voti.
La congregazione è aggregata all'ordine cappuccino dal 10 settembre 1959.

## Attività e diffusione
Le religiose si dedicano principalmente all'aiuto ai sacerdoti impegnati nel ministero parrocchiale, ma anche al lavoro pastorale, alla cura dei malati, all'assistenza ai poveri.
Le suore sono presenti in varie località della Polonia (Częstochowa, Danzica, Kazimierz, Lublino); la sede generalizia è a Lublino.
Alla fine del 2011 la congregazione contava 81 religiose in 4 case.